# Auguste van Pels
Auguste van Pels, geb. Röttgen, (* 29. September 1900 in Buer; † 9. April 1945 in/bei Raguhn, auf dem Transport nach Theresienstadt) war ein deutsch-niederländisches Opfer des Holocaust. Sie war eine der acht Untergetauchten in dem Hinterhaus, die durch das Tagebuch der Anne Frank weltbekannt wurden.

## Leben

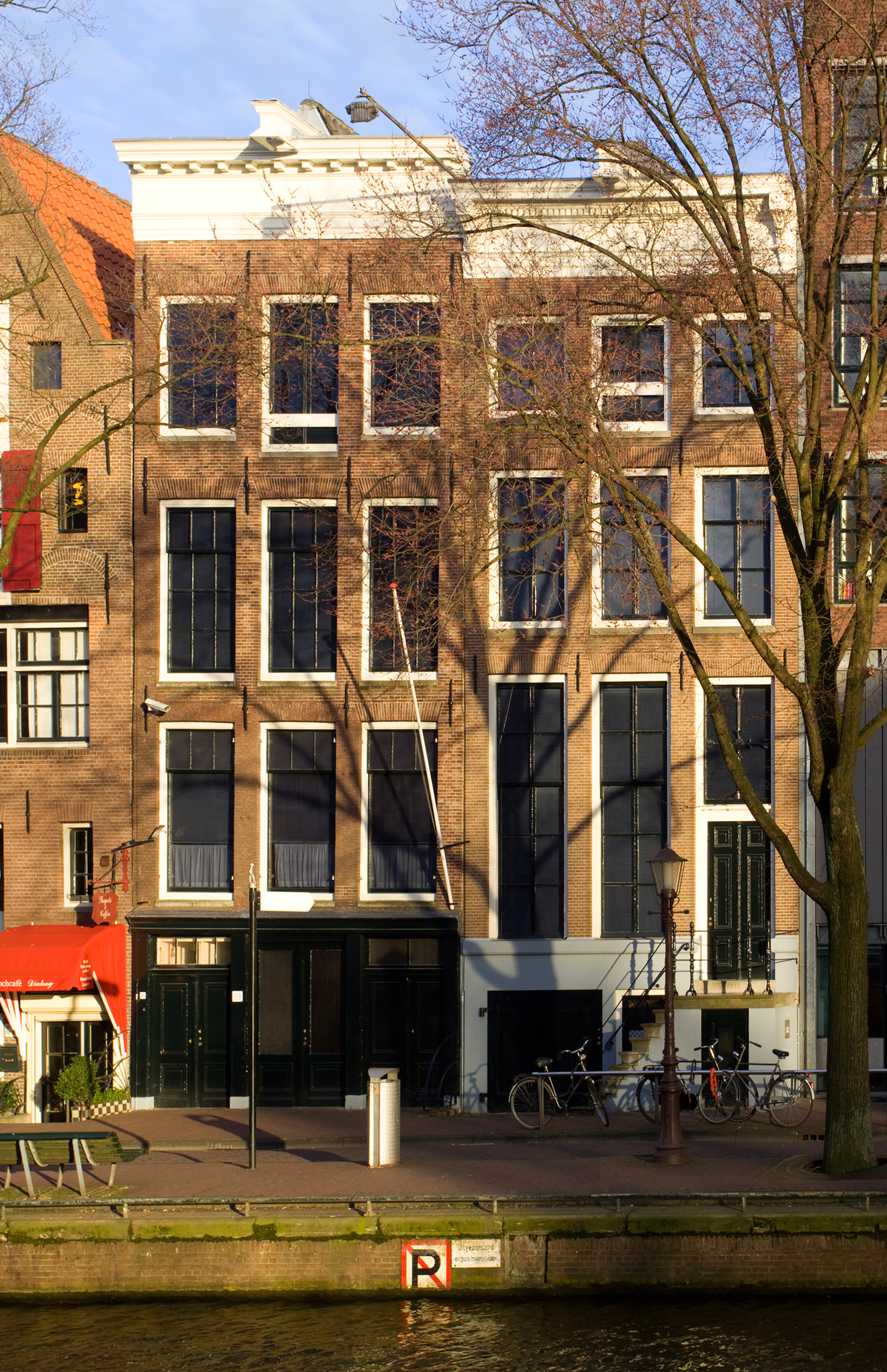
Prinsengracht 263 in Amsterdam, in dessen Hinterhaus sich Auguste van Pels versteckte

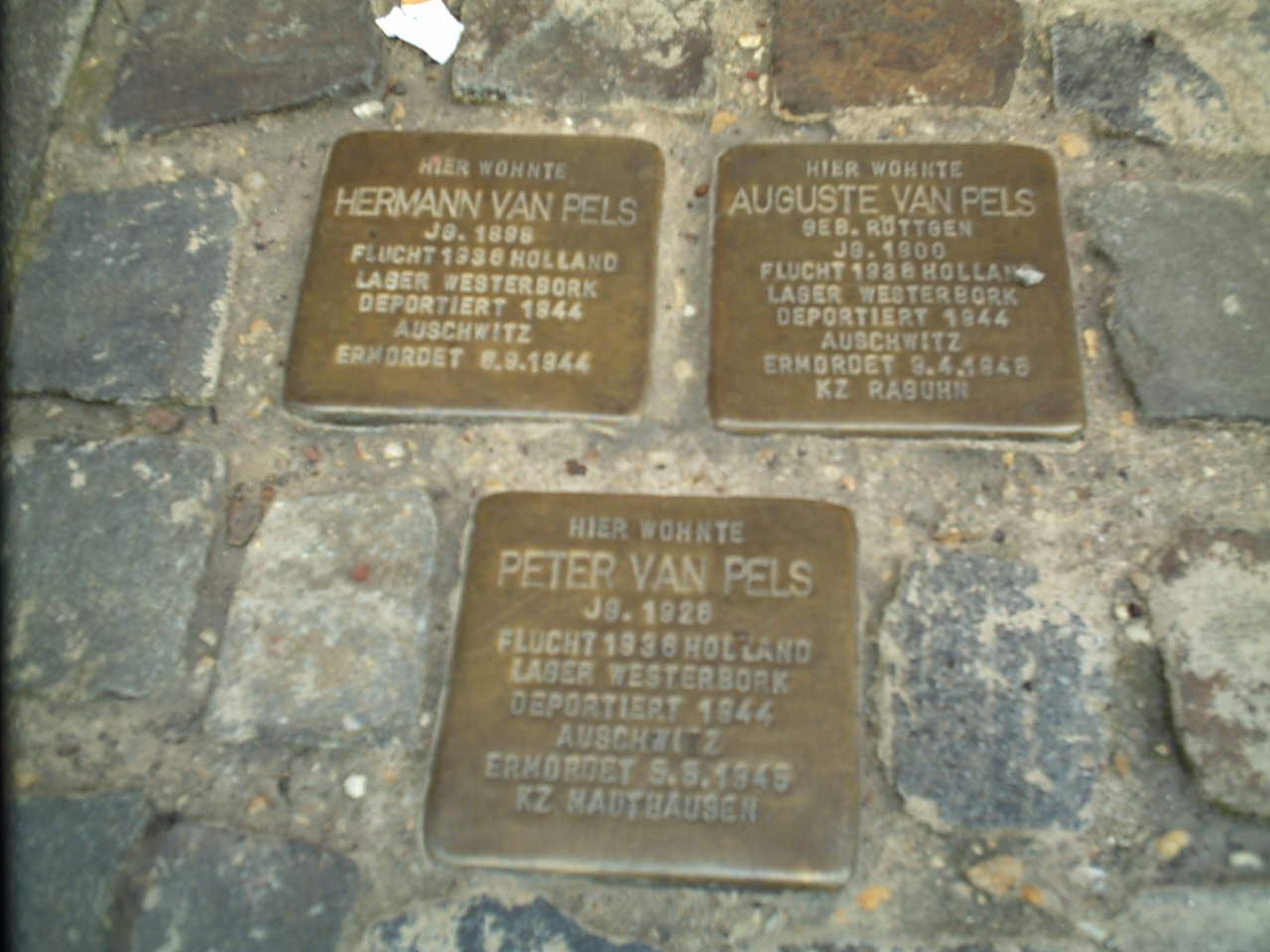
Stolperstein für Auguste van Pels in Osnabrück

Auguste Röttgen kam am 29. September 1900 in Buer, einem heutigen Stadtteil von Gelsenkirchen, als Tochter eines Kaufmanns zur Welt. Sie war Jüdin und lernte den ebenfalls jüdischen Niederländer Hermann van Pels kennen, den sie am 5. Dezember 1925 heiratete. Mit der Eheschließung nahm sie automatisch die niederländische Staatsbürgerschaft an, beherrschte die Sprache jedoch nie gut. Noch 1942 berichtete Anne Frank in ihrem Tagebuch, dass ihre Mutter Edith Frank-Holländer und Auguste van Pels „ein fürchterliches Niederländisch sprechen“. Das Ehepaar van Pels zog nach Osnabrück und bezog eine Wohnung in der Martinistraße 67a. Am 8. November 1926 kam der gemeinsame Sohn Peter van Pels zur Welt, der das einzige Kind des Ehepaars blieb.
Vor den Nationalsozialisten floh die Familie van Pels am 26. Juni 1937 in die Niederlande und bezog eine Wohnung in Amsterdam am Zuider Amstellaan. Hermann van Pels arbeitete ab 1938 für Otto Franks Firma Pectacon. Auguste und Hermann van Pels waren auch außerhalb der Arbeit mit den Franks befreundet und häufige Gäste beim samstäglichen Nachmittagskaffee der Familie. Beide Familien legten ab Sommer 1941 für den Fall, dass einem Familienmitglied die Deportation drohte, ein Versteck im Hinterhaus der Firma Otto Franks an. Schon bei den Nachmittagstees hatten sie auch ihre spätere Helferin Miep Gies kennengelernt, die van Pels rückblickend als „hübsche…, ein wenig kokette… Frau“ beschrieb.
Am 5. Juli 1942 nahm Edith Frank-Holländer eine an ihre Tochter Margot adressierte Zwangsverpflichtung zum Arbeitseinsatz in Deutschland entgegen. Sie informierte umgehend die Familie van Pels, dass sie nun schnellstmöglich untertauchen müssten, auch wenn das angelegte Versteck im Hinterhaus noch nicht fertig sei. Während die Familie Frank bereits am 6. Juli 1942 untertauchte, folgte die Familie van Pels am 13. Juli. Wenig später kam noch Zahnarzt Fritz Pfeffer als achter Flüchtling hinzu. Auguste und Hermann van Pels bewohnten ein Zimmer in der zweiten Etage. Ihr Schlafzimmer diente tagsüber allen Untergetauchten als Esszimmer und Aufenthaltsraum. Die Wohnung der Familie van Pels am Zuider Amstellaan wurde erst im Oktober 1942 von den Nationalsozialisten ausgeräumt. „Wir haben es Frau van Daan noch nicht gesagt, sie ist ohnehin schon so ‚nervenmäßig‘ in der letzten Zeit, und wir haben keine Lust, uns das Gejammer über ihr schönes Service und die feinen Sesselchen anzuhören, die zu Hause geblieben sind“, notierte Anne Frank am 29. Oktober 1942 in ihrem Tagebuch.
Van Pels galt als extrovertiert, „ein dominantes Frauenzimmer, launisch und kokett dazu“ – ein Bild, das vor allem durch die subjektive Darstellung in Anne Franks Tagebuch überliefert wurde. Melissa Müller schätzte van Pels in ihrem Buch Das Mädchen Anne Frank zudem als vollkommen unbedarft in Erziehungsfragen ein. Die Mutter sperrte ihren Sohn Peter van Pels zum Beispiel bei Streitigkeiten auf den Dachboden oder schlug ihn. In anderen Erziehungsfragen wandte sie sich hilfesuchend an Edith Frank-Holländer. Immer wieder kam es zu heftigen, vor allen Anwesenden ausgetragenen Streitigkeiten zwischen Auguste und Hermann van Pels, denen jedoch ebenso überschwängliche Versöhnungen folgen konnten. Als die Untergetauchten längere Zeit im Hinterhaus verbracht hatten und die Stimmung pessimistischer wurde, machte van Pels ihrer zunehmenden Verzweiflung immer wieder mit hysterischen Anfällen Luft und drohte „lautstark mit Selbstmord – mal durch Aufhängen, mal mittels einer Kugel durch den Kopf“. Geldsorgen führten im Oktober 1943 dazu, dass van Pels ihren Pelzmantel verkaufen musste.
Am 4. August 1944 wurden die Untergetauchten verraten und verhaftet. Auguste van Pels wurde wie die anderen sieben Untergetauchten über das Durchgangslager Westerbork ins KZ Auschwitz-Birkenau deportiert. Sie war eine von 442 Frauen des Transports und überlebte die Selektion am 6. September 1944 als eine von 212 Frauen, zu denen auch Edith, Margot und Anne Frank gehörten. Zwischen Oktober und November 1944 wurde van Pels wahrscheinlich gemeinsam mit Anne und Margot Frank in das KZ Bergen-Belsen deportiert. Die drei Frauen hielten im Lager Kontakt zueinander. Van Pels traf Anfang Februar 1945 im Konzentrationslager auch auf eine ihr aus früherer Zeit bekannte Frau, die wiederum mit Hannah Goslar in Verbindung stand. Die Frau berichtete Goslar davon, dass andere Niederländer im Lager seien, darunter auch Anne Frank, ihre Schulfreundin aus Kindertagen. Sie sollte versuchen, Anne am Stacheldraht zu rufen. Rückblickend schrieb Pick-Goslar in ihren Erinnerungen:

„Das habe ich natürlich getan. Ich stellte mich abends an den Stacheldraht und fing ein bißchen an zu rufen, und zufällig war Frau van Daan wirklich wieder da. Ich fragte sie: ‚Können Sie Anne rufen?‘ Sie sagte: ‚Ja, ja, warte mal, ich werde Anne holen, Margot kann ich nicht holen, die ist todkrank und liegt im Bett.‘“

Anne Frank und Hannah Goslar trafen sich in der Folge mehrfach am Zaun und Goslar konnte Anne einmal ein kleines Päckchen mit Essen über den Zaun werfen. Bereits am 6. Februar 1945 wurde van Pels in das KZ-Außenlager Raguhn, ein Außenlager des KZ Buchenwald, deportiert. Während eines Transports ins KZ Theresienstadt verstarb sie am 9. April 1945.
Seit dem 15. November 2007 erinnern vor dem Wohnhaus der Familie van Pels in Osnabrück Stolpersteine an die Familie.

## Das Tagebuch der Anne Frank
Das Tagebuch der Anne Frank, das das Mädchen vor allem während der Zeit des Untertauchens geschrieben hatte, wurde 1947 von ihrem Vater Otto Frank zum ersten Mal veröffentlicht. Beim Umschreiben des Tagebuchs, vermutlich im Mai 1944, hatte Anne Frank allen acht Untergetauchten Pseudonyme gegeben. Aus Auguste van Pels wurde so „Petronella van Daan“. Häufig nennt Anne Frank sie im Tagebuch jedoch eher abwertend „Madame“.
Frank berichtete am 11. Juli 1942 von ihrer Vorfreude auf die Ankunft der Familie van Pels: „Ich freue mich sehr auf die Ankunft der van Daans, die auf Dienstag festgelegt ist. Es wird viel gemütlicher und auch weniger still sein.“ Die Ankunft Auguste van Pels’ sorgte bei Frank für Heiterkeit: „Frau van Daan hatte zu unserem großen Vergnügen einen Nachttopf in ihrer Hutschachtel. ‚Ohne Nachttopf fühle ich mich nirgends daheim‘, erklärte sie, und der Topf bekam auch gleich seinen festen Platz unter der Bettcouch.“
Schon am 2. September 1942 berichtete Frank von Streitigkeiten zwischen Auguste und Hermann van Pels („Herr und Frau Daan haben heftigen Streit gehabt. So etwas habe ich noch nie erlebt, da Vater und Mutter nie daran denken würden, einander derartig anzuschreien“) und von einem schlechten Verhältnis zwischen Edith Frank-Holländer und Auguste van Pels. Erste Klagen über Frau van Pels erscheinen am 21. September 1942: „Frau van Daan ist unausstehlich. Ständig bekomme ich von oben Standpauken, weil ich zuviel schwätze. Ich mache mir aus ihren Worten aber nichts!“ In der Folgezeit kam es immer wieder zu Klagen über van Pels, die Frank im Tagebuch als launisch und „kleine[s], verrückte[s], dumme[s] Weib“ bezeichnete. Besonders ärgerte sie sich über Auguste van Pels’ „Flirtversuche mit Vater [Otto Frank]. Sie streicht ihm über die Wange und Haare, zieht ihr Röckchen sehr hoch hinauf, sagt Dinge, die sie für witzig hält, und versucht so, Pims Aufmerksamkeit auf sich zu ziehen.“ Als sich van Pels bei Gymnastikübungen eine obere Rippe quetschte oder sogar brach, kommentierte Frank dies ebenso süffisant („Das kommt davon, wenn ältere (!) Damen solche äußerst idiotischen Gymnastikübungen machen, um ihren dicken Hintern wieder loszuwerden!“), wie sie die zahnärztliche Behandlung van Pels’ durch den achten Untergetauchten Fritz Pfeffer schilderte.
Nur selten – vor allem in Zeiten zunehmender Konflikte mit ihrer Mutter und Fritz Pfeffer – sah Frank das Positive an van Pels und schrieb zum Beispiel im Dezember 1942: „[…] das muß man sagen, sie ist außergewöhnlich fleißig und ordentlich, und solange sie sich körperlich und geistig in einem guten Zustand befindet, auch fröhlich.“

## Auguste van Pels im Film
Das Tagebuch der Anne Frank wurde mehrfach verfilmt. Folgende Darstellerinnen übernahmen die Rolle Auguste van Pels’ in den Verfilmungen:
- 1959: Das Tagebuch der Anne Frank (The Diary of Anne Frank) – Shelley Winters (gewann einen Oscar für ihre Darstellung)
- 1980: Das Tagebuch der Anne Frank (The Diary of Anne Frank) – Doris Roberts
- 1985: Het dagboek van Anne Frank – Nelly Frijda
- 1987: Das Tagebuch der Anne Frank (The Diary of Anne Frank) – Susan Tracy
- 1988: Mein Leben mit Anne Frank (The Attic: The Hiding of Anne Frank) – Frances Cuka
- 1995: Anne no nikki – Tetsuko Kuroyanagi
- 1996: El diari d’Anna Frank – Imma Colomer
- 2001: Anne Frank (Anne Frank: The Whole Story) – Brenda Blethyn
- 2009: The Diary of Anne Frank – Lesley Sharp
- 2014: Meine Tochter Anne Frank – Hannah Schröder
- 2016: Das Tagebuch der Anne Frank – Margarita Broich